# فيكتور سانشيز (لاعب كرة قدم، ولد 1987)
فيكتور سانتشيز ماتا (بالإسبانية: Víctor Sánchez Mata) (مواليد 8 سبتمبر 1987 في تاراسا - إسبانيا) لاعب كرة قدم إسباني يلعب حاليًا لصالح نادي الدرجة الأولى إسبانيول الإسباني منذ 2012 في مركز خط الوسط كما يجيد اللعب في مركز لاعب خط الوسط المدافع.

## بطولات وإنجازات اللاعب

### برشلونة
- الدوري الإسباني لكرة القدم: 2008–2009
- كأس ملك إسبانيا: 2008–2009
- دوري أبطال أوروبا: 2008–2009

### إسبانيول
- كأس كاتالونيا: 2013–2014 - المركز الثاني.

## روابط خارجية
- فيكتور سانتشيز ماتا على موقع قاعدة بيانات كرة القدم.إي يو (الإنجليزية)
- فيكتور سانتشيز ماتا على موقع Soccerway.com (الإنجليزية)
- فيكتور سانتشيز ماتا على موقع عالم كرة القدم.نت (الإنجليزية)
- فيكتور سانتشيز ماتا على موقع AS.com (الإسبانية)